# El Gouna

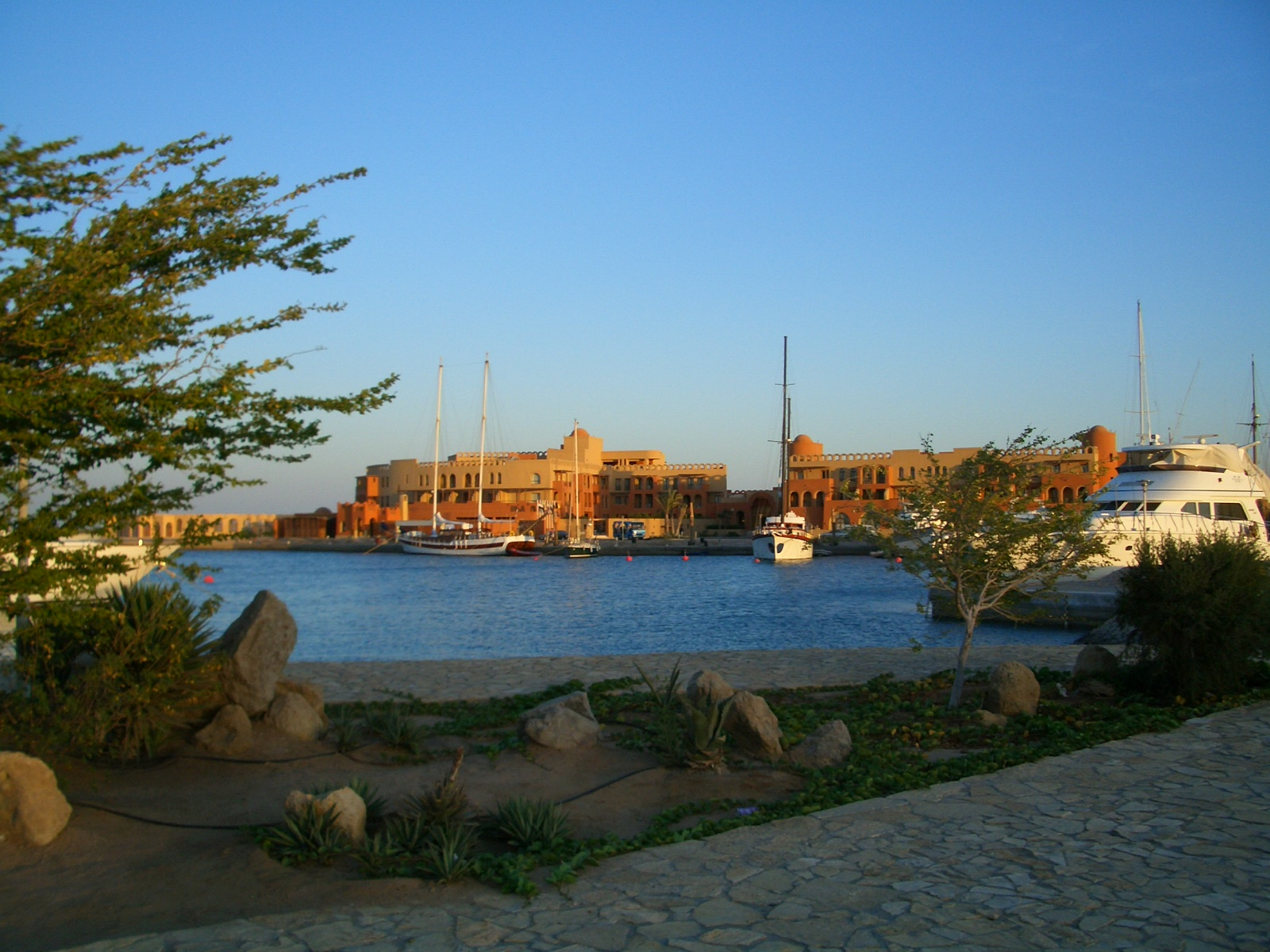
El Gouna.

El Gouna är en egyptisk turistort vid Röda havet, cirka 22 kilometer norr om Hurghadas internationella flygplats. Orten består av relativt nybyggda villor, hotellanläggningar och byggnader för turistnäringen i övrigt och uppfördes från grunden med början 1989 med gemensam invigning av merparten av anläggningen 1997. Orten utmärks av ett stort antal konstgjorda laguner och kanaler, något som gör det möjligt för långa stränder även för de som inte bor direkt vid kusten. Bland hotelloperatörerna finns Sheraton, Mövenpick med flera. 

## Idrott
El Gouna har en golfbana med en andra golfbana under uppförande. 
El Gouna är hemort till fotbollslaget El Gouna FC som spelar i högsta serien i Egypten, Egyptiska Premier League. Klubben bildades så sent som 2003 och inledde spel i division 4 men tog sig snabbt upp till högsta serien. 